# Ramón Juárez
Ramón Juárez del Castillo (Rioverde, San Luis Potosí; 9 de mayo de 2001) es un futbolista mexicano  que se desempeña en la posición de defensa en el Club América de la Primera División de México.

## Trayectoria

### Club América
El día 27 de agosto de 2019 debutaría con tan solo dieciocho años de edad con el Club América, en un partido correspondiente a la jornada 7 del Apertura 2019 ante el Club de Fútbol Pachuca, que concluiría con victoria por 1-2 de la escuadra azulcrema.

## Estadísticas
Actualizado al último partido jugado el 30 de septiembre de 2024.
| C. América · México                 |               |               |    |   |   |   |   |    |    |   |
| 1ª                                  | 2019-20       | 4             | 0  | - | - | - | - | 4  | 0  |   |
| 1ª                                  | 2020-21       | 10            | 0  | - | - | 2 | 0 | 12 | 0  |   |
| 1ª                                  | 2023-24       | 30            | 0  | - | - | 4 | 0 | 34 | 0  |   |
| 1ª                                  | 2024-25       | 9             | 1  | - | - | 2 | 0 | 11 | 1  |   |
| Total club                          | Total club    | 53            | 1  | 0 | 0 | 8 | 0 | 61 | 1  |   |
| C. Puebla · México                  |               |               |    |   |   |   |   |    |    |   |
| 1ª                                  | 2021          | 1             | 0  | - | - | - | - | 1  | 0  |   |
| Total club                          | Total club    | 1             | 0  | 0 | 0 | 0 | 0 | 1  | 0  |   |
| C. Atl. de San Luis · México        |               |               |    |   |   |   |   |    |    |   |
| 1ª                                  | 2022          | 15            | 1  | - | - | - | - | 15 | 1  |   |
| 1ª                                  | 2022-23       | 10            | 0  | - | - | - | - | 10 | 0  |   |
| Total club                          | Total club    | 25            | 1  | 0 | 0 | 0 | 0 | 25 | 1  |   |
| Total carrera                       | Total carrera | Total carrera | 79 | 1 | 0 | 0 | 8 | 0  | 87 | 2 |
| (1)Incluye datos de la Copa México. |               |               |    |   |   |   |   |    |    |   |

## Palmarés

### Títulos nacionales
| Título                  | Club         | País   | Año     |
| ----------------------- | ------------ | ------ | ------- |
| Primera División        | Club América | México | 2023    |
| Primera División        | Club América | México | 2024    |
| Campeón de Campeones    | Club América | México | 2023-24 |
| Supercopa de la Liga MX | Club América | México | 2024    |
| Primera División        | Club América | México | 2024    |

### Títulos internacionales
| Título                          | Club   | País     | Año  |
| ------------------------------- | ------ | -------- | ---- |
| Liga de Naciones de la Concacaf | México | Concacaf | 2025 |